# Gula pressen

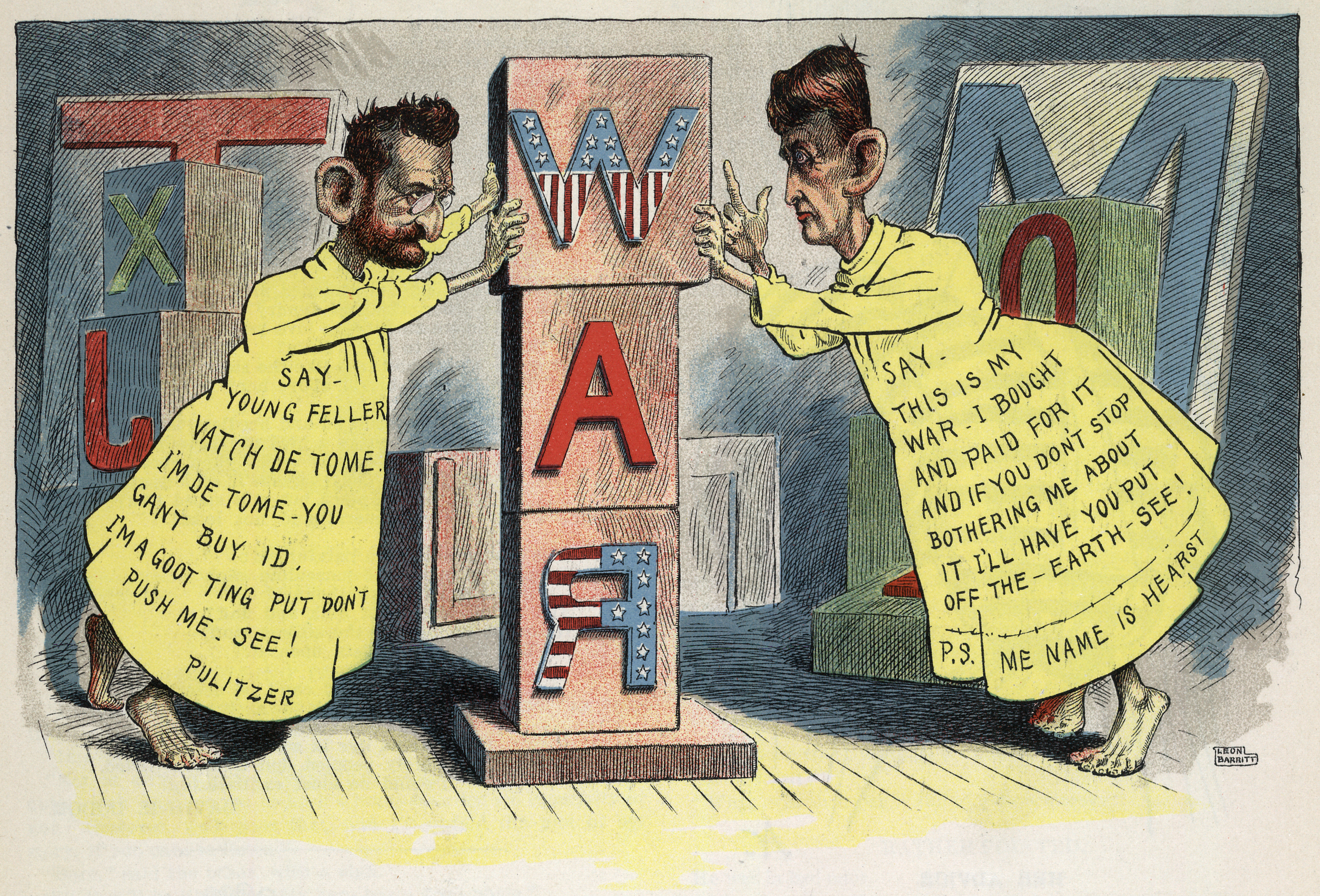
Publicisterna Joseph Pulitzer och William Randolph Hearst, bägge klädda som seriefiguren "The Yellow Kid", som trycker mot en pelare av träblock med texten war ("krig"). En satir av Pulitzer och Hearst och deras tidningars roll i att påverka opinionen inför det Spansk-amerikanska kriget.

Gula pressen, eller gul journalistik, är en typ av journalistik som innebär få eller inga legitima och grundligt utforskade nyheter, där istället iögonenfallande rubriker används för att sälja fler tidningar.  Tekniker som används är att nyheter överdrivs, skandalanstiftan, eller sensationalism.  I förlängningen används termen gul journalistik numera som ett pejorativ (nedsättande) för att fördöma all journalistik som behandlar nyheter på ett oprofessionellt eller oetiskt sätt. Även adjektivet gul i sig används på detta sätt, som i meningen "den där tidningen är ganska gul".
Uttrycket kan spåras till artonhundratalets slut och seriefiguren "The Yellow Kid" i tidningen New York World.